# Europameisterschaften im Modernen Fünfkampf 2019
Die Europameisterschaften im Modernen Fünfkampf 2019 fanden vom 6. bis 11. August 2019 in Bath im Vereinigten Königreich statt. Austragungsort war die University of Bath.
Erfolgreichste Nation war Gastgeber Großbritannien, dessen Sportler fünf von sieben Titeln gewannen, darunter sämtliche Titel bei den Herren, sowie die Mannschaftskonkurrenz bei den Damen und im Mixed. Mit je einer Gold- und Bronzemedaille wurde Litauen zweitbeste Nation im Medaillenspiegel. Die acht besten Pentathleten der Herren-Einzelkonkurrenz und die fünf besten Pentathletinnen der Damen-Einzelkonkurrenz qualifizierten sich für die Olympischen Sommerspiele 2020.

## Herren

### Einzel
| Platz | Land                   | Sportler        |
| ----- | ---------------------- | --------------- |
| 1     | Vereinigtes Königreich | Jamie Cooke     |
| 2     | Frankreich             | Valentin Prades |
| 3     | Tschechien             | Martin Vlach    |

### Mannschaft
| Platz | Land                   | Sportler                                     |
| ----- | ---------------------- | -------------------------------------------- |
| 1     | Vereinigtes Königreich | Joseph Choong Jamie Cooke Tom Toolis         |
| 2     | Frankreich             | Valentin Prades Brice Loubet Valentin Belaud |
| 3     | Tschechien             | Jan Kuf Ondřej Polívka Martin Vlach          |

### Staffel
| Platz | Land                   | Sportler                               |
| ----- | ---------------------- | -------------------------------------- |
| 1     | Vereinigtes Königreich | Myles Pillage Oliver Murray            |
| 2     | Ukraine                | Vladyslav Radvynskyi Andrij Fedetschko |
| 3     | Ungarn                 | István Málits Richárd Bereczki         |

## Damen

### Einzel
| Platz | Land                   | Sportlerin                         |
| ----- | ---------------------- | ---------------------------------- |
| 1     | Litauen                | Laura Asadauskaitė-Zadneprovskienė |
| 2     | Vereinigtes Königreich | Kate French                        |
| 3     | Belarus                | Nastassja Prakapenka               |

### Mannschaft
| Platz | Land                   | Sportlerinnen                                                             |
| ----- | ---------------------- | ------------------------------------------------------------------------- |
| 1     | Vereinigtes Königreich | Kate French Joanna Muir Francesca Summers                                 |
| 2     | Belarus                | Iryna Prassjanzowa Nastassja Prakapenka Wolha Silkina                     |
| 3     | Litauen                | Laura Asadauskaitė-Zadneprovskienė Ieva Serapinaitė Gintarė Venčkauskaitė |

### Staffel
| Platz | Land     | Sportlerinnen                           |
| ----- | -------- | --------------------------------------- |
| 1     | Russland | Anastasia Petrova Jekaterina Churaskina |
| 2     | Italien  | Irene Prampolini Beatrice Mercuri       |
| 3     | Ungarn   | Luca Barta Kamilla Réti                 |

## Mixed
| Platz | Land                   | Sportler                           |
| ----- | ---------------------- | ---------------------------------- |
| 1     | Vereinigtes Königreich | Myles Pillage Kerenza Bryson       |
| 2     | Tschechien             | David Kindl Eliška Přibylová       |
| 3     | Italien                | Valerio Grasselli Irene Prampolini |

## Medaillenspiegel
| Platz  | Land                   | Gold | Silber | Bronze | Gesamt |
| ------ | ---------------------- | ---- | ------ | ------ | ------ |
| 01     | Vereinigtes Königreich | 5    | 1      | —      | 6      |
| 02     | Litauen                | 1    | —      | 1      | 2      |
| 03     | Russland               | 1    | —      | —      | 1      |
| 04     | Frankreich             | —    | 2      | —      | 2      |
| 05     | Tschechien             | —    | 1      | 2      | 3      |
| 06     | Italien                | —    | 1      | 1      | 2      |
| 06     | Belarus                | —    | 1      | 1      | 2      |
| 08     | Ukraine                | —    | 1      | —      | 1      |
| 09     | Ungarn                 | —    | —      | 2      | 2      |
| Gesamt | Gesamt                 | 7    | 7      | 7      | 21     |